# Premio Mendelssohn
El Premio Felix Mendelssohn Bartholdy («Felix Mendelssohn Bartholdy-Preis») (Premio Mendelssohn) era un premio de composición musical alemán, que en los años 1920 se convirtió, con el Premio Beethoven («Beethovenpreis»), en el más distinguido de Alemania. Se fundó en 1878, por un acuerdo suscrito entre los herederos de Felix Mendelssohn Bartholdy con el estado de Prusia.
| Año               | Compositor                               | Obra                                                     |
| ----------------- | ---------------------------------------- | -------------------------------------------------------- |
| 1879              | Engelbert Humperdinck (Primer laureado)) | -                                                        |
| 1882              | Iacob Muresianu                          | -                                                        |
| entre 1887 y 1896 | Karol Gregorowicz (1867-1921)            | -                                                        |
| 1891              | Friedrich Ernst Koch                     | -                                                        |
| 1896              | Paul Juon (1872-1940)                    | -                                                        |
| 1899              | Karl Klingler                            | -                                                        |
| 1902              | Alfred Sittard                           | -                                                        |
| 1902              | Ignatz Waghalter (1881-1949)             | Sonate für Violine und Pianoforte in f-Moll, op. 5       |
| 1910              | Ernst Toch (1887-1964)                   | -                                                        |
| 1915              | Hans Bullerian                           | Zweite Sinfonie                                          |
| 1917              | Emil Peeters                             | -                                                        |
| 1918              | Erwin Schulhoff (1894-1942)              | Klaviersonate op.22                                      |
| 1920              | Pancho Vladiguerov                       | -                                                        |
| 1925              | Berthold Goldschmidt                     | Passacaglia für Orchester op. 4                          |
| 1926              | Ignace Strasfogel                        | Klaviersonate No.2 zusammen mit Ernst Pepping            |
| 1928              | Hans Humpert                             | Konzert für Streichquartett und größeres Kammerorchester |
| 1928              | Grete von Zieritz (1899-2001)            | -                                                        |
| 1928              | Wilhelm Stross                           | -                                                        |
| 1930              | Ludwig Hoelscher                         | -                                                        |
| 1931              | Kurt Fiebig                              | -                                                        |
| 1932              | Norbert von Hannenheim                   | -                                                        |
| 1933              | Werner Trenkner y Bernhard Heiden        |                                                          |
| 1935              | Fritz Werner                             | -                                                        |
| ?                 | Siegfried Fall (1877-1943)               | Klaviertrio op. 4                                        |

- Datos: Q880781